# Plastimodelismo naval

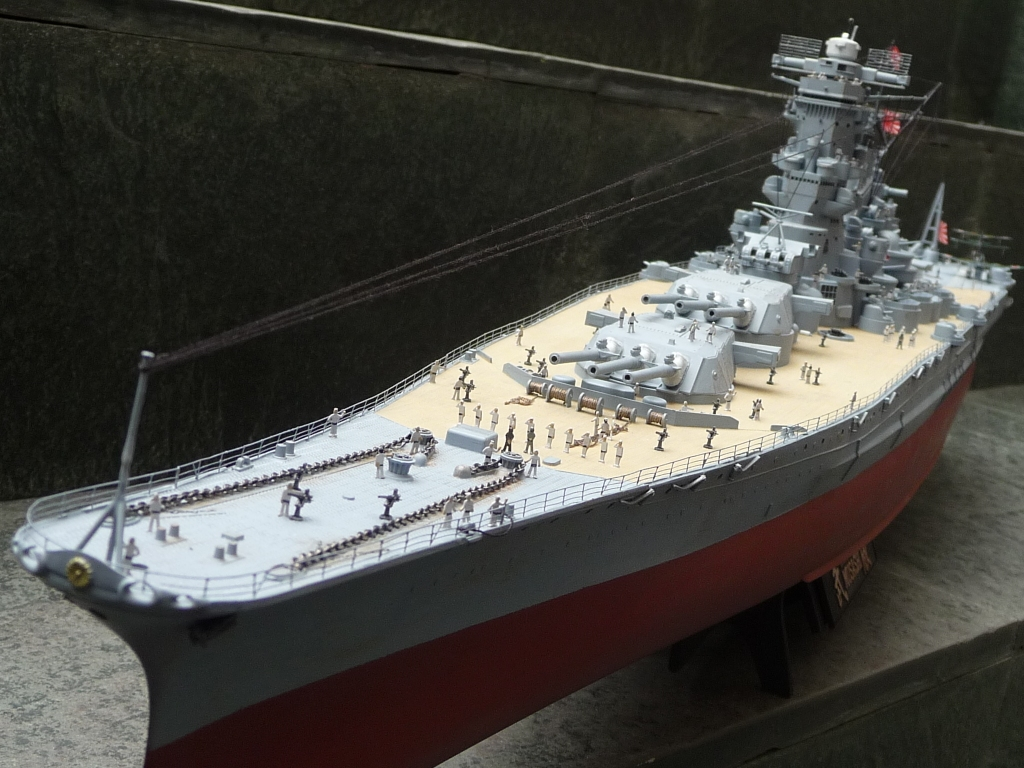
Acorazado japonés Musashi.

Plastimodelismo Naval es una afición dedicada a hacer barcos a escala a partir de modelos para montar de plástico ofrecidos por diversos fabricantes. Estos modelos vienen en cajas que contienen planchas de plástico que cuentan con piezas desglosables, las cuales hay que pegar y pintar para lograr el acabado final.

## Historia

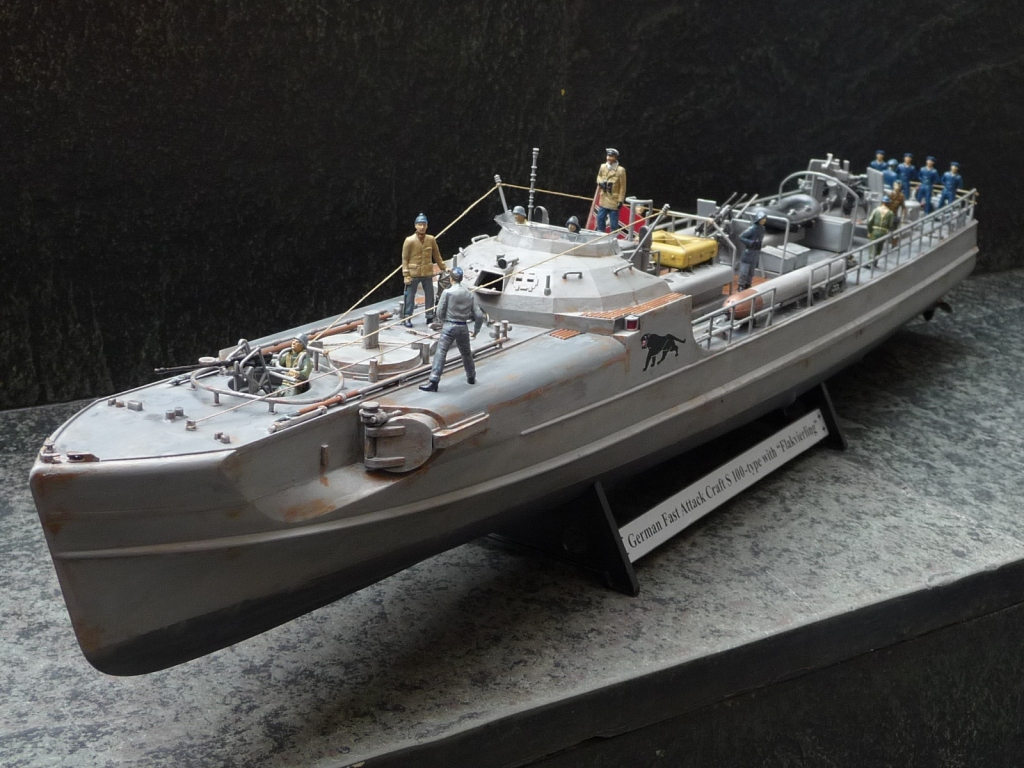
Lancha torpedera S-304 en versión Full hull.

Si bien el modelismo con otros materiales data de miles de años AC, el plastimodelismo como tal, se inicia en los años 50, en donde firmas como Frog y Airfix ofrecen los primeros kits comerciales para armar. Posteriormente en los años 60 firmas como Revell y Heller lograron producir muy buenos modelos, a los cuales se sumarían de manera masiva los fabricantes asiáticos en los años 1970.
En la actualidad, el plastimodelismo naval es uno de los que más crecimiento ha tenido en los últimos años, habiendo lanzamientos de nuevos modelos prácticamente todas las semanas por los diversos fabricantes.
La razón de su éxito es que a diferencia de los aviones y vehículos militares que se producían en masa, los navíos cuentan con nombre propio e historia particular, es así que los más requeridos son el acorazado alemán Bismarck que hundió al crucero inglés Hood, el Victory de Nelson y el acorazado Arizona hundido en Pearl Harbor.

## Contenido de los kits de plástico

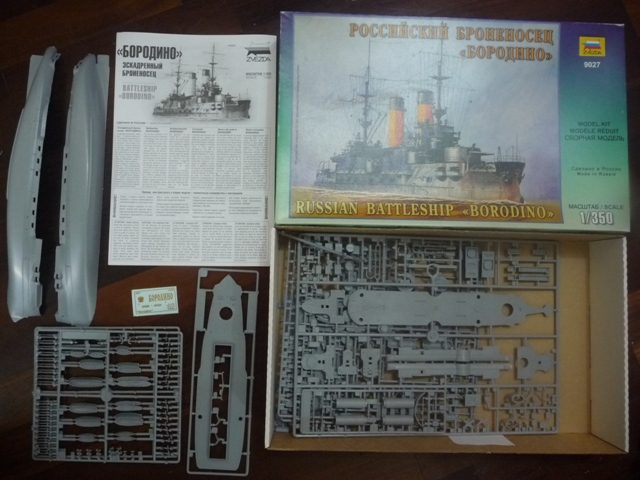
Kit de plástico del acorazado Borodino.

Tal como se aprecia en la foto, los kits de plástico son ofrecidos por los fabricantes en cajas, las cuales contienen planchas de plástico con las piezas desglosables. 
Contiene además un manual de instrucciones gráficas que nos ayudará en el proceso de armado. 
Adicionalmente, suelen contener accesorios como calcas y en algunos pocos casos piezas de fotograbados (de metal) como barandas, radares y otras piezas pequeñas que por su nivel de detalle resulta difícil reproducir en plástico.
Cabe señalar que la mayoría de kits son de fácil armado, siendo lo más complicado el pintado, en ese sentido, es el pintado el que releva el acabado final.

## Materiales

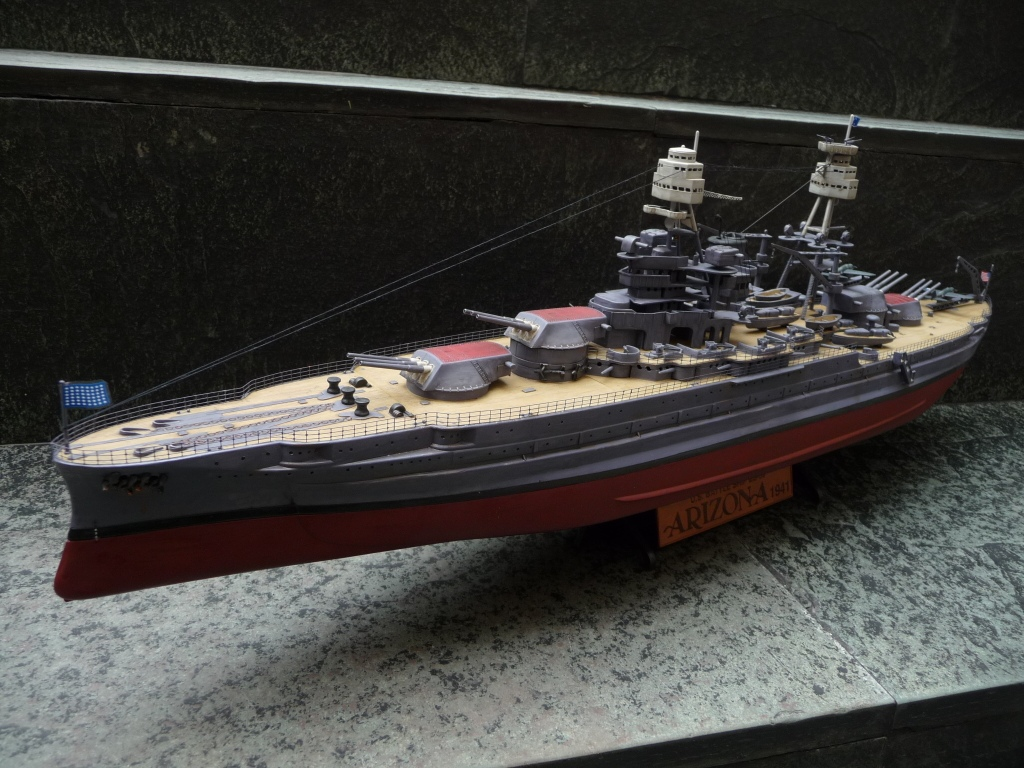
Acorazado USS Arizona.

Además del lo contenido en el kit, es necesaria una cuchilla para desglosar las piezas de las planchas sin dejar mucho rastro y para remover el plástico excedente. Unas pinzas también son adecuadas.
Se requiere además, pinturas, las cuales básicamente pueden ser:
Esmalte: Diluibles de disolvente super acrílico, de rápido secado pero tóxicas.
Acrílicas: Diluibles en agua o alcohol, de secado más lento pero no tóxicas.
Es necesario también, el uso de pinceles y pegamentos, como cementos líquidos o en gel, especiales. 
Tanto los pegamentos, pinceles y pinturas especiales se pueden sustituir por materiales comunes pero esto suele incidir en la presentación final de la maqueta de manera desfavorable.

## Fabricantes

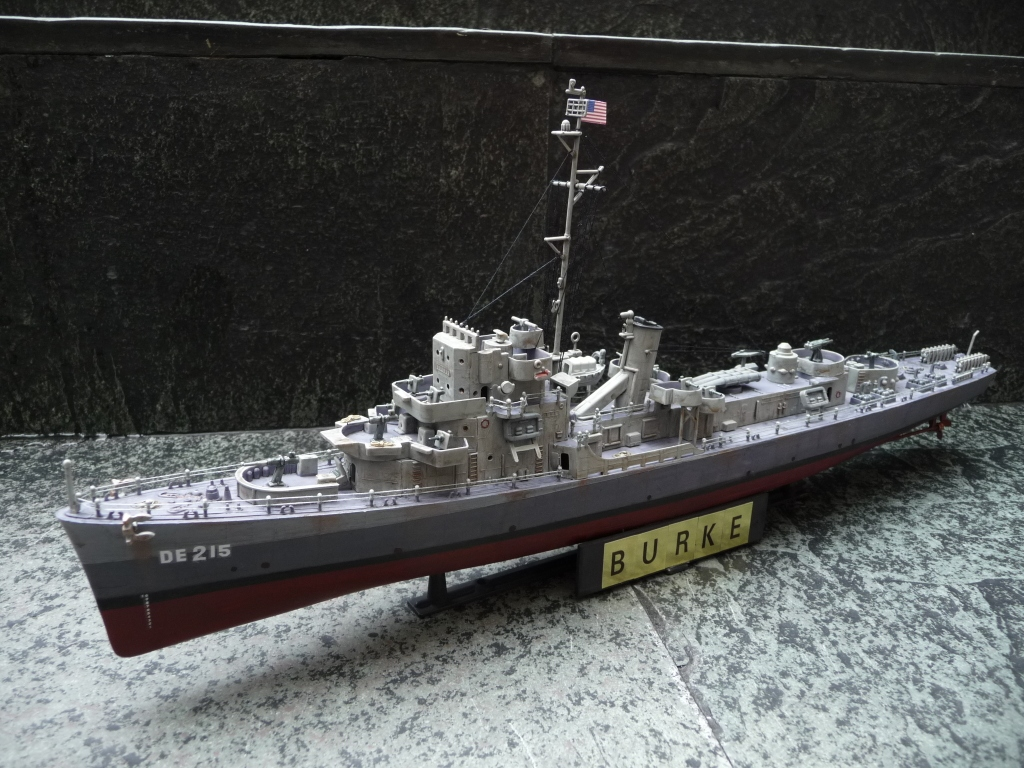
Destructor USS Burke.

Los primeros fabricantes de manera masiva de estos kits son Airfix, Revell y Heller. Posteriormente le siguieron otras marcas antes mencionadas, para sumarse nuevos kits de marcas como Hobbyboss y Dragon.
En ese sentido, algunas maquetas fueron hechas hace muchos años atrás con moldes antiguos y las limitaciones en tecnología propias de su época, por lo que es recomendable que el comprador se informe primero de la calidad del kit, la cual no depende necesariamente de la marca.
Por ejemplo, el acorazado Bismarck de la marca Revell en escala 1:570 es un kit de pobre nivel de detalle y relieve, sin embargo el mismo kit en escala 1:350 es considerado uno de los mejores kits de este navío.
El precio es otro factor importante, por ejemplo, los primeros navíos de la marca Tamiya de muy buen nivel de detalle flutcuan entre los 40 y 60 dólares en la escala 1:350, pero los nuevos kits editados hace pocos años triplican y cuadruplican ese precio. En ese sentido, la amplia gama de marcas, escalas y modelos, permite a los aficionados a este "hobby" contar con una oferta de kits variada al momento de realizar una compra.
Mención aparte merece la marca Hobbyboss que entró al mercado con kits de precios bajísimos y de buena calidad cuando la mayoría de fabricantes asiáticos como Tamiya, Fujimi, Hasegawa y Aoshima han encarecido mucho sus últimos lanzamientos.

## Escalas comunes

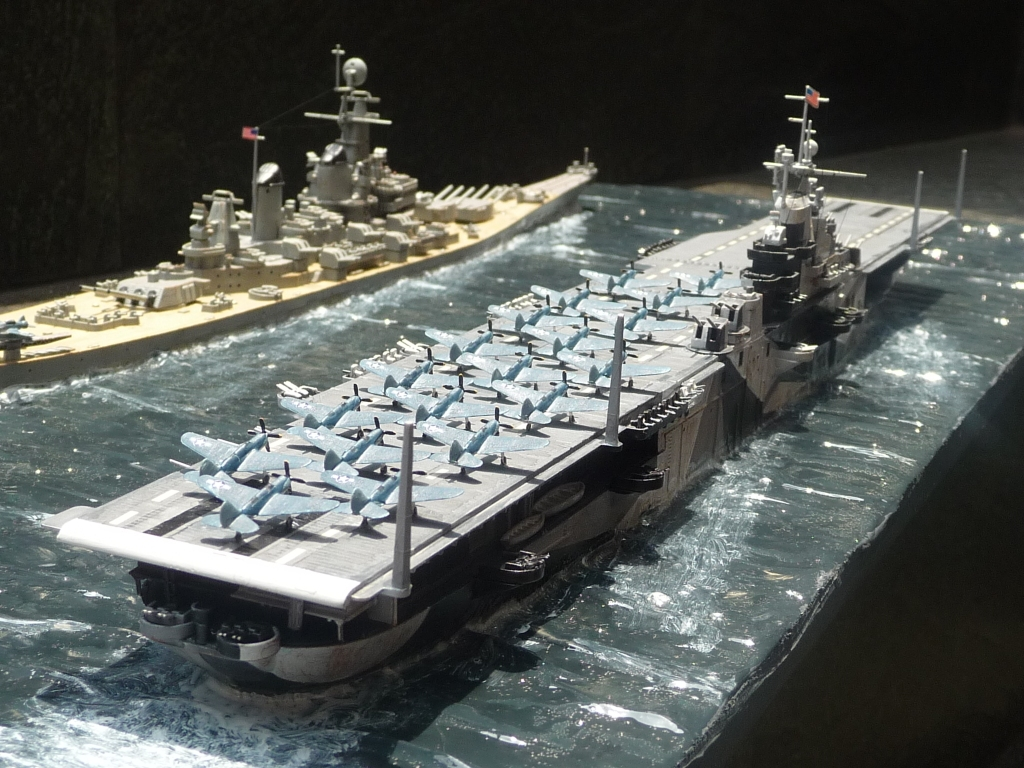
Portaaviones USS Intrepid y acorazado USS New Jersey.

La escala representa las veces en la que el barco real es dividido para crear el modelo, es decir, si el barco real media 250 m y la escala es 1:1000 correspondería dividir los 250 m del barco entre 1000, lo cual nos daría una medida de 25 cm.
En ese sentido, las escalas más comunes de barcos son:
- Escala Grande: 1:350 y 1:400
- Escala Pequeña: 1:700

Estas escalas son las más usadas para navíos que van desde portaaviones a destructores, pero para barcos que eran mucho más pequeños como los submarinos o barcos de vela se manejan otras escalas que agrandan el tamaño del navío como son 1:144, 1:72 y 1:35.

## Presentaciones

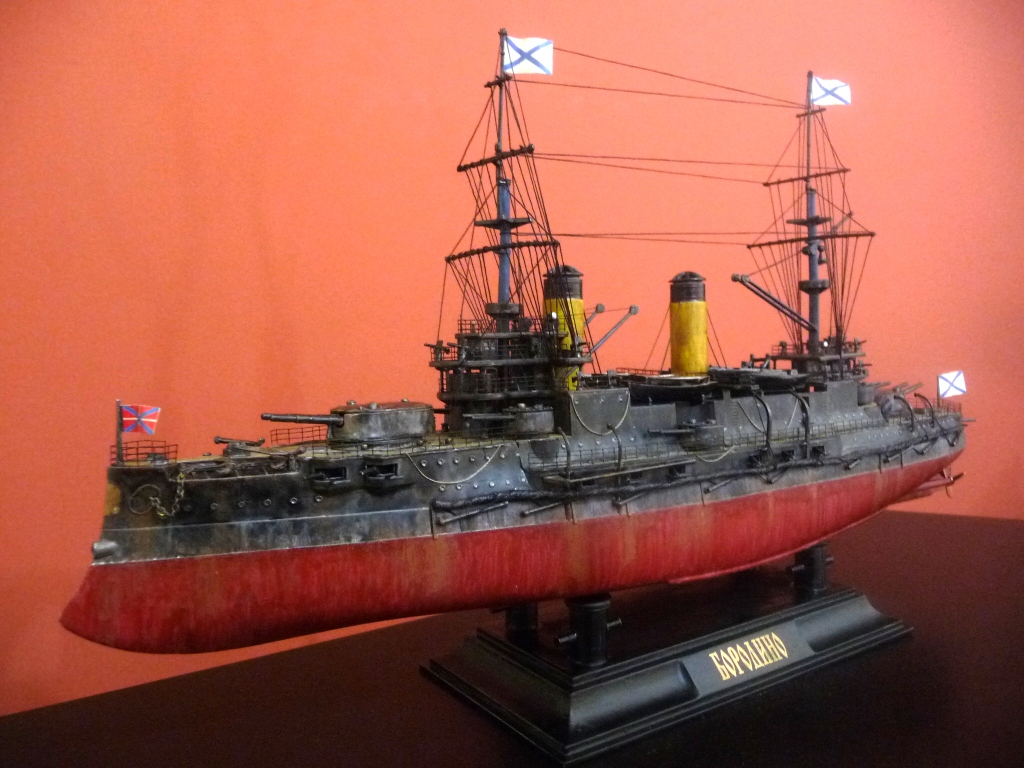
Acorazado ruso Borodino.

Existe básicamente 2 formas de representar el barco a escala, a casco completo o en línea de flotación. 
En la primera aparece el modelo completo, tanto la obra muerta de la nave (casco sumergido con hélices y timón) como la obra viva (lo que se encuentra sobre la línea de flotación), en este caso es común sostener el navío con algún tipo de base o pedestal. Para las presentaciones en línea de flotación normalmente se opta por crear una base que simule el mar con lo cual se produce un diorama (representación de una escena).